# Samay (gruppo musicale)
I Samay sono una band con sede a Leeds, Regno Unito, formata da musicisti provenienti da India ed Europa che prendono la musica tradizionale dell'India e la combinano con jazz, flamenco, samba, funk e chillout.

## Descrizione
La band è composta da Jesse Bannister (Gran Bretagna), Soumik Datta (India), Giuliano Modarelli (Italia), Bhupinder Singh Chaggar (India) e Kenneth Higgins (GB) che ha sostituito l'ex bassista Javier Geras (Spagna).
I Samay suonano composizioni originali e fin dall'inizio hanno iniziato ad esibirsi in importanti festival come il Moor Music Festival, il Garforth Arts Festival, Seven arts-Leeds e City of London Festival.
Nel 2007 si sono esibiti in spettacoli televisivi come il Nikki Bedi’s Show su BBC Asian Network e Doordarshan TV UK.
Nel 2008, hanno pubblicato il loro primo album, Songs for a Global Journey.
Per sostenere l'album, hanno suonato al Musicport World Music Festival, al Beverley Folk Festival, al Darbar Festival, a Dingwalls e al London Jazz Festival.

## Membri
- Jesse Bannister – sassofono[3]
- Soumik Datta – sarod[4]
- Giuliano Modarelli – chitarra[5]
- Bhupinder Singh Chaggar – tabla[6]
- Kenneth Higgins – contrabbasso[7]

## Discografia

### Album in studio
- Songs for a Global Journey – 2008[8][9]